# Casey Prather
Casey Prather (Jackson, 29 maggio 1991) è un cestista statunitense.

## Palmarès

### Squadra
- Campionato australiano: 2

Perth Wildcats: 2015-16, 2016-17

### Individuale
- Ligat ha'Al MVP: 1

Hapoel Eilat: 2020-21
- All-Israeli League Fisrt Team: 1

Hapoel Eilat: 2020-21